# Herb gminy Zamość
Herb gminy Zamość – jeden z symboli gminy Zamość.

## Wygląd i symbolika
Herb przedstawia na tarczy w polu czerwonym srebrnego gryfa ze złotym dziobem i szponami, wyłaniającego się zza złotego mostu. Gryf to godło z herbu Gryf, którym posługiwali się Niemierzowie-Ostrowscy (byli oni właścicielami terenów gminy), natomiast most nawiązuje do pochodzenia nazwy Zamość. 